# Sisili (Fluss)
Der Sisili ist ein Fluss in Westafrika.

## Verlauf
Der Fluss entspringt in Burkina Faso und trägt dort den Namen Sissili. In Ghana fließt er als Grenzfluss zwischen der Upper East Region und der Upper West Region. Er gehört zum größten Entwässerungssystems Ghanas. Der Sisili mündet in den Kulpawn, einem wichtigen Zubringer des Weißen Volta. Die Hauptfließrichtung verläuft von Norden nach Süden.

## Hydrometrie
Durchschnittliche monatliche Durchströmung des Sisili gemessen an der hydrologischen Station bei Wiasi, kurz vor der Mündung, in m³/s.